# Forgó Léda
Forgó Léda (Kazincbarcika, 1973. július 27. –) magyar nemzetiségű, német nyelvű író.

## Életútja
Budapesten nőtt fel, gyermekszínészként játszott néhány magyar filmben, legjelentősebb ezek közül a Jób lázadása (1984) volt, Gyöngyössy Imre és Kabay Barna rendezésében.
1994-ben Németországba emigrált.
2000-ben Göttingenben játszották „Gól bácsi és a darazsak” (Onkel Gol und die Wespen) című színdarabját John von Düffel rendezésében.
Ugyanezen évben írta a „Mint egy rossz filmben" (Wie im schlechten Film) című kisregényét, amiért a berlini Szenátus ösztöndíját elnyerte.
Első magyar nyelvű írása 2008-ban az aradi nyomtatású Irodalmi Jelenben jelent meg.

## Megjelent művei
- Nagyszülők (Großeltern) (novella, Lichtungen, Graz, 2000)
- Der Mama zuliebe, (Pozsgai Zsolt „Mert a mamának így jó" című vígjátékának fordítása, Whale Songs Kiadó /Whale Songs Verlag/, Hamburg, 2000)
- A bátyám teste (Der Körper meines Bruders, regény, Atrium Kiadó (Atrium Verlag), Hamburg/Zürich, 2007)
- Lábujjak a Földközi-tenger partján (novella, Irodalmi Jelen, Arad, 2008)
- Mama Aqua (színdarab, részlet, EDIT, Lipcse, 2009)
- A szépség kimaradásáról (Vom Ausbleiben der Schönheit, regény, Rowohlt Berlin Kiadó (Rowohlt Berlin Verlag), Berlin/Reinbek, 2010)

## Díjak
- 2000–2002-ig a Friedrich-Naumann-Stiftung ösztöndíjasa
- 2000 a Berlini Szenátus Irodalmi Ösztöndíja
- 2000 a Göttingeni Drámai Műhely (Göttinger Dramatikerwerkstatt) meghívottja
- 2008 Adelbert-von-Chamisso-Irodalmi-Támogatói-Díj (Adelbert-von-Chamisso-Förderpreis)
- 2009 Robert Bosch Stiftung Irodalmi Ösztöndíja
- 2010 Alfred-Döblin-Ösztöndíj
- 2011 Schloss Wiepersdorf Ösztöndíja
- 2012 Baden-Württenbergi Irodalmi Ösztöndíj
- 2012 Schleswig-Holsteini Ösztöndíj
- 2013 Hohenemsi Elismerö Irodalmi Díj